# Cerodontha fuscifrons
Cerodontha fuscifrons este o specie de muște din genul Cerodontha, familia Agromyzidae, descrisă de Spencer în anul 1969.
Este endemică în Québec. Conform Catalogue of Life specia Cerodontha fuscifrons nu are subspecii cunoscute.